# Occitaniulus rouchi
Occitaniulus rouchi är en mångfotingart som beskrevs av Jean-Paul Mauriès 1965. Occitaniulus rouchi ingår i släktet Occitaniulus och familjen pärlbandsfotingar. Inga underarter finns listade i Catalogue of Life.